# ماهاهاوی-کینکنی
ماهاهاوی-کینکنی (به لاتین: Mahavavy-Kinkony) یک منطقه حفاظت‌شده در ماداگاسکار است که در Western Madagascar واقع شده‌است.